# エドワード・シェルドン・カニンガム

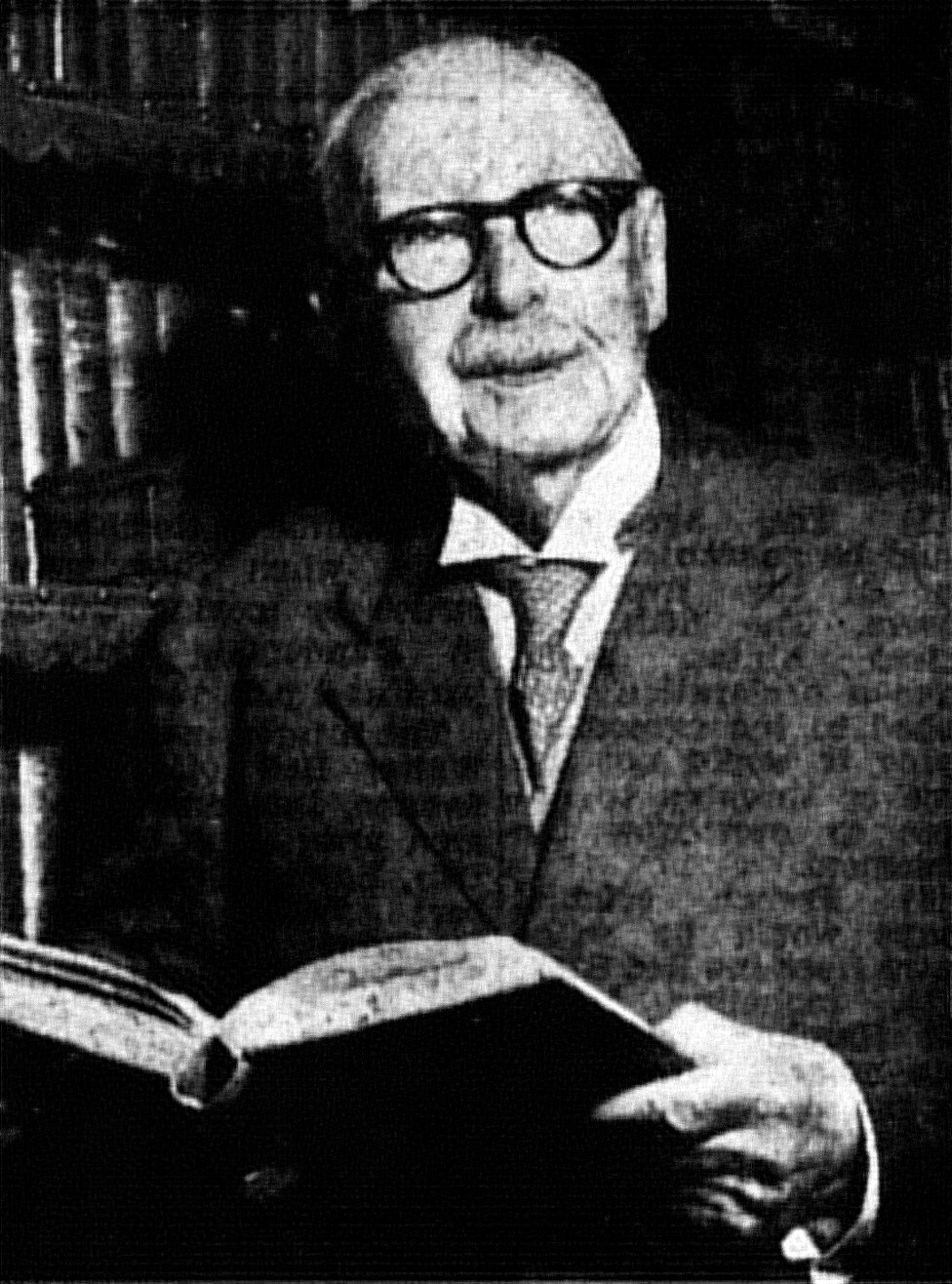
エドワード・シェルドン・カニンガム卿（1954年）

エドワード・シェルドン・カニンガム卿（英語: Edward Sheldon  Cunningham、1859年7月21日 - 1957年4月28日）は、1906年から1928年までメルボルンのジ・アーガスで編集長を務めた。

## 経歴
カニンガムはベンジャミン・マリオット・カニンガム（1830年頃-1896年頃）と、妻でネイルソン生まれのジェーン・エクルズの次男として、オーストラリアのタスマニア州バッテリー・ポイントにあるデ・ウィット通りで生を受けた。両親は1855年に結婚した。家族は間もなくニューサウスウェールズ州ニューキャッスルに引っ越し、その後にビクトリア州ベンディゴに定住した。そこは聡明で教養のある母親からの指示により補強された民間学校教育に倣って、ベンディゴ・アドバタイザーのコピー・ボーイとして働き始めた場所である。ホバートに戻った3年後、速記士になるまでジ・マーキュリーで校正係として働いた。その時の彼は記者として雇われていた。
1879年、彼は政治記者としてジ・エイジに入社した。彼にとって最古の「スクープ」は、彼はスペンサー通りにある本社に逃れるだろうと他の記者が想定した際に、負傷して捕まったばかりのネッド・ケリーがノース・メルボルン駅に到着した瞬間を目撃したことである。カニンガムが書いたケリーの裁判記事は分かりやすい記事の模範となった。この直後、ジャーナリストのデイビッド・ワッターストンの要請により、彼は議会担当記者としてジ・アーガスに入社した。
1906年、彼はワッターストンの後任としてジ・アーガスの編集長に就任し、1928年に退任した。その後、ワッターストンの後任として同社の経営委員に着任した。
1936年にナイトの称号を受けた彼は、1938年にジ・アーガスの経営委員を退任した。

## 私生活
1886年9月29日、サンドハースト（現在のベンディゴ）においてカニンガムはモード・メアリー・ジャクソン（1931年没）と結婚したが、2人には子供がいなかった。

## 業績
- 1909年、彼はグラスゴー大学から名誉法学博士の称号を授与され、ナイト爵位が授与されるまで彼は広く「カニンガム博士」と呼ばれていた。
- 彼の名前はオーストラリア・マスメディアの殿堂に登場する[6]。